# Ljuta (rijeka u Konavlima)
Ljuta je rijeka ponornica u Konavlima u Dubrovačko-neretvanskoj županiji, a pripada rijekama Jadranskog sliva.

## Zemljopisni položaj
Izvor rijeke Ljute se nalazi u Konavoskim brdima, nedaleko od istoimenog sela Ljuta.

## Povijest
Dolaskom u okvire Dubrovačke Republike, u Konavlima se na rijeci Ljutoj 1427. godine zatječu četiri mlina. Zbog opskrbe velikog broja pomoraca na svojim trgovačkim brodovima, kao i zbog potreba nastalih povećanjem broja stanovnika, Republika već početkom 16. stoljeća gotovo utrostručuje broj mlinova za žitarice. Mlinovi su u vlasništvu države i daju se pod određenim uvjetima u zakup. Nakon pada Dubrovačke Republike postaju privatno vlasništvo. U drugoj polovini 19. stoljeća grade se mlinovi za mljevenje maslina na vodeni pogon. Povećava se i broj stupa za tkanine. Sto godina kasnije, i prije tehnološke zastare, zbog nedostatka sirovina, mlinovi jedan za drugim prestaju raditi.

## Općenito
Ljuta je jedna od brojnih rijeka koja izvire kao dio Trebišnjice, rijeke ponornice koja ponire u Popovom polju u dubrovačkom zaleđu. U Konavoskom polju se spaja s rječicom Konavočicom te u istom i ponire.
Ljuta je s Konavoskim dvorima zaštićeni krajolik Republike Hrvatske.

## Vanjske poveznice
|  | Zajednički poslužitelj ima još gradiva o temi Ljuta (rijeka u Konavlima) |

Mlinovi na rijeci Ljutoj (HTML format)